# وربتشانی
وربتشانی (به لاتین: Vrbčany) یک منطقهٔ مسکونی در جمهوری چک است که در شهرستان کولین واقع شده‌است.